# August Wilhelm Julius Ahlborn

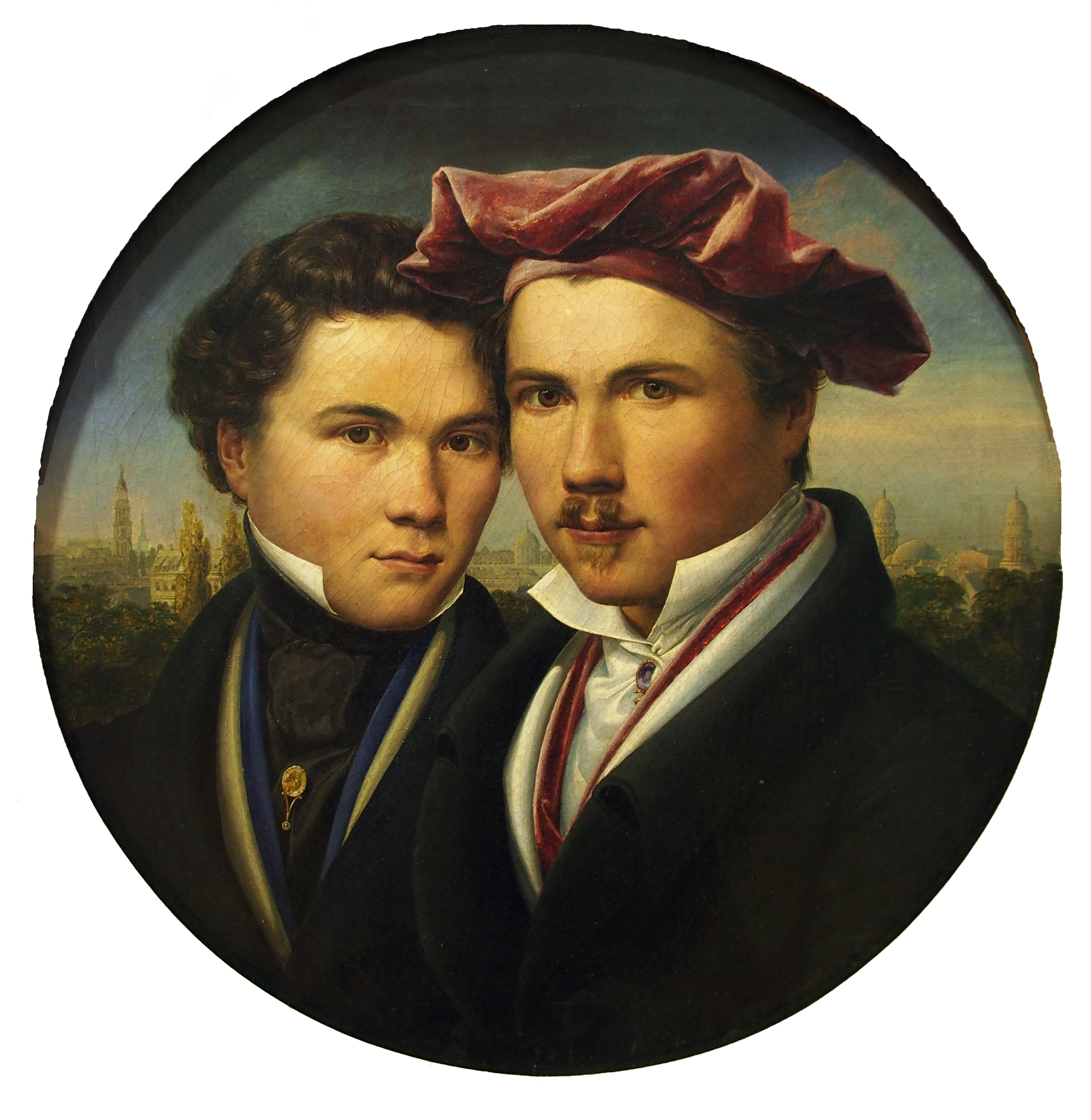
Selbstbildnis (1827), Ahlborn mit rotem Barett, rechts von seinem Bruder

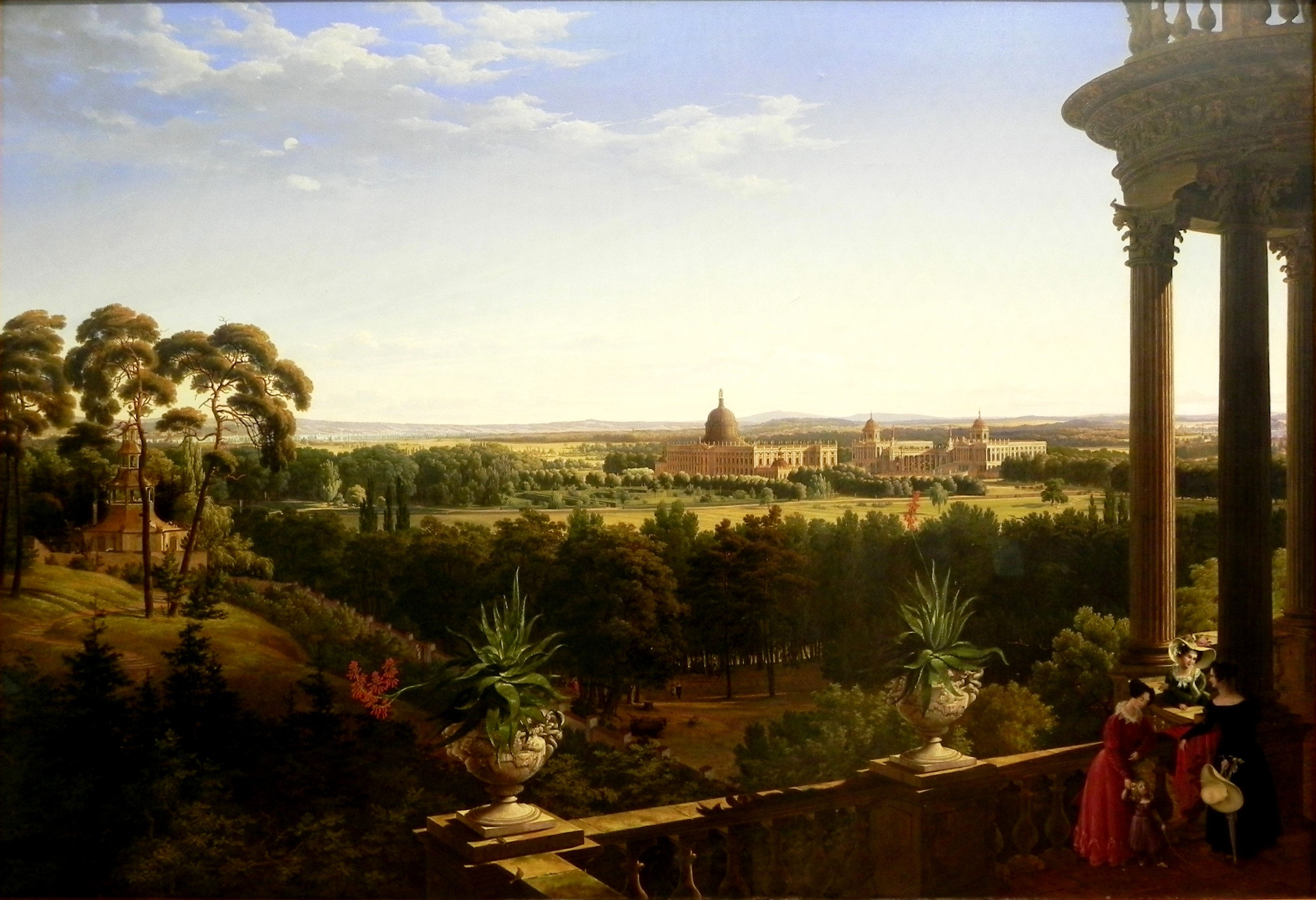
Blick auf das Neue Palais in Potsdam

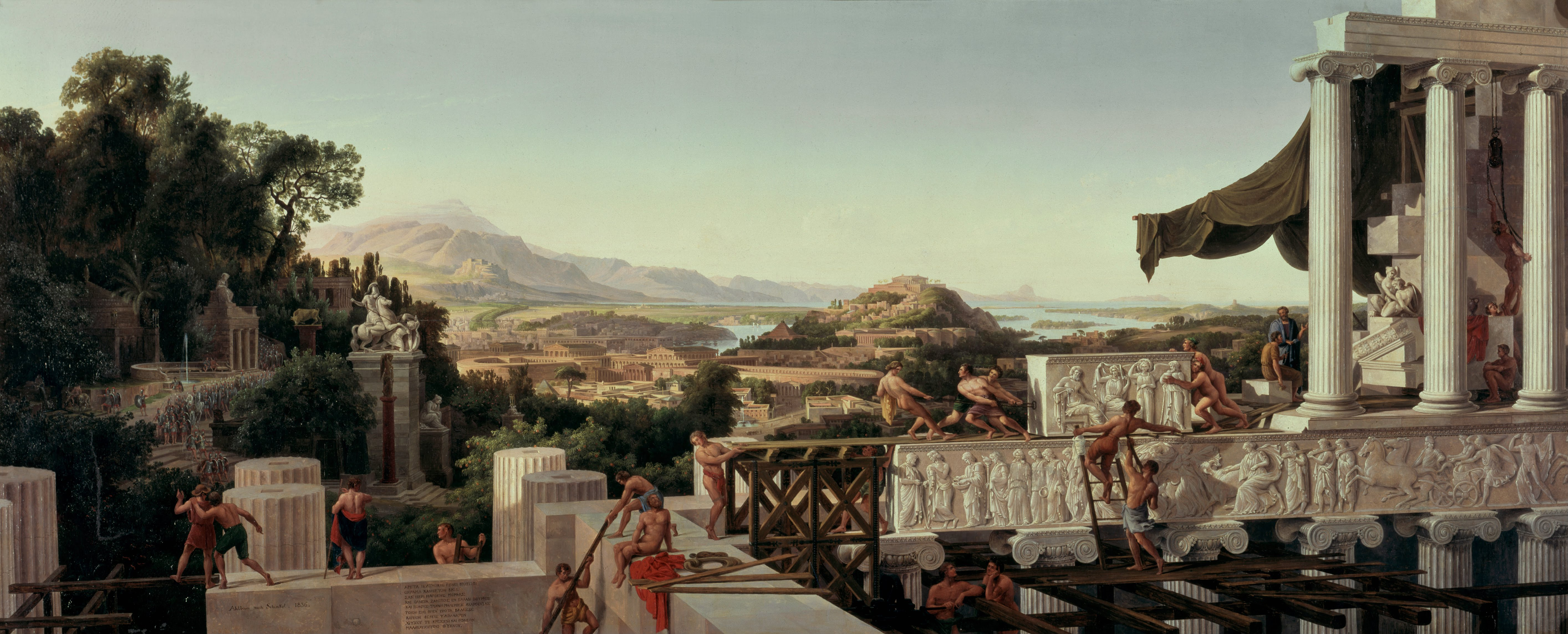
Blick in Griechenlands Blüte

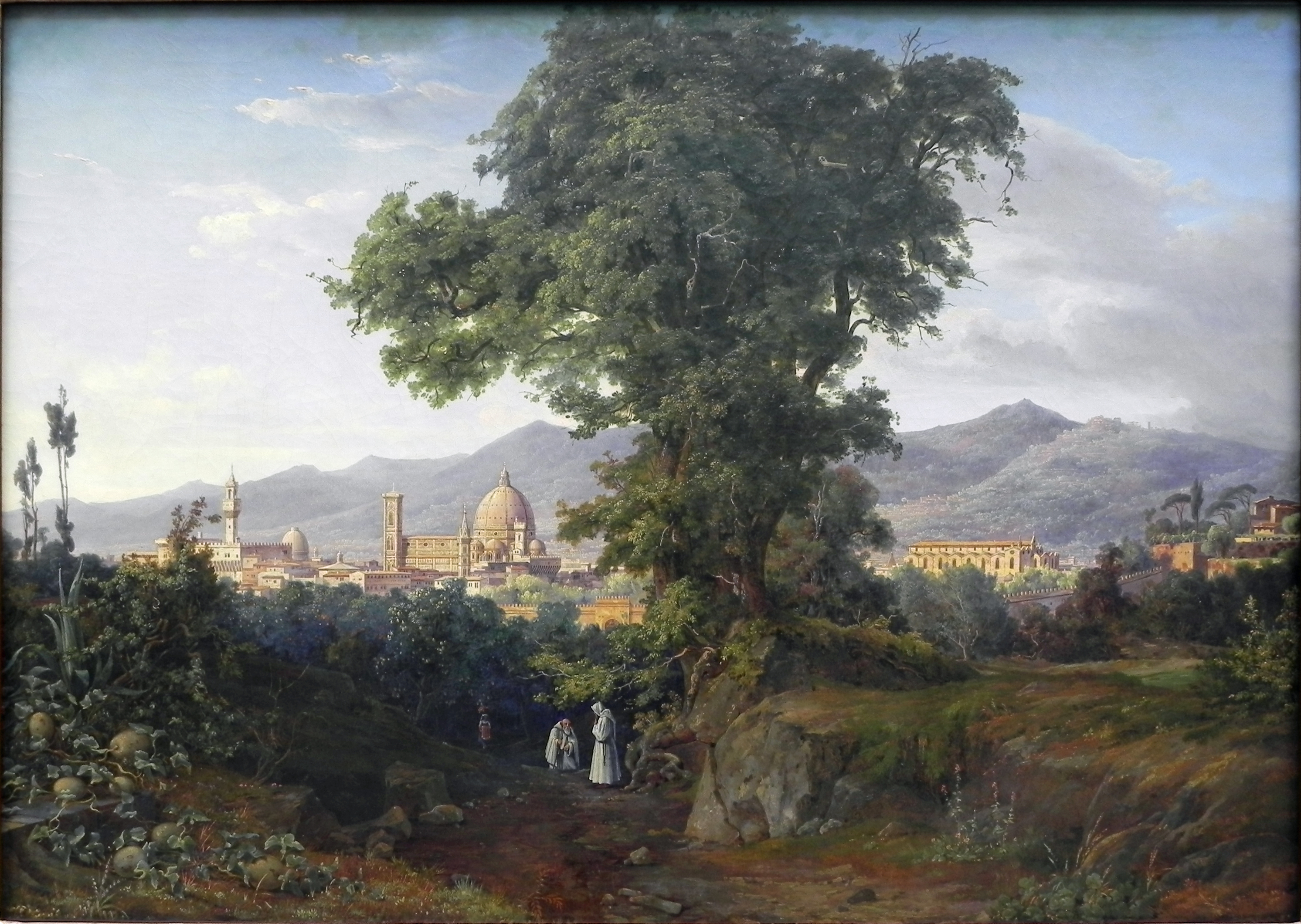
Blick auf Florenz

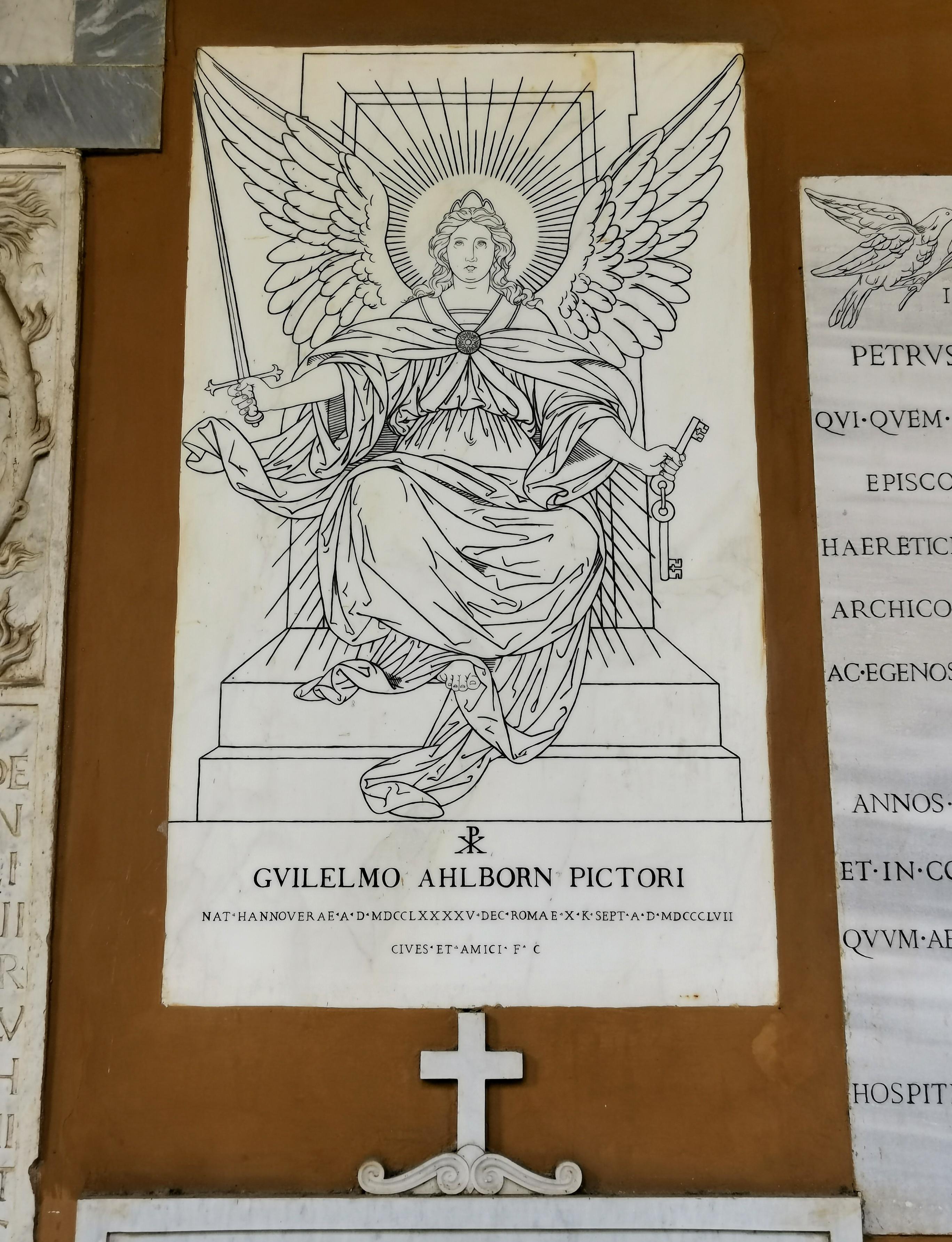
Grab auf dem Campo Santo Teutonico in Rom

August Wilhelm Julius Ahlborn (* 11. Oktober 1796 in Hannover; † 24. August 1857 in Rom) war ein deutscher Landschaftsmaler des 19. Jahrhunderts.

## Leben und Wirken
Ahlborn war der Sohn des Hannoveraner Schneidermeisters Christian Heinrich Ahlborn und Dorothea Elisabeth Röllecke. Er durchlief eine für ihn unbefriedigende fünfjährige Lehrzeit bei einem Zimmermaler. Danach hielt er sich in Braunschweig auf und nahm seinen Wohnsitz 1816 in Berlin. Dort ging er im Dezember 1832 die Ehe mit Therese, der Tochter des Oberbergrates Martin, ein. Die Ehe blieb kinderlos.
Ahlborn trat 1819 in die Akademie der Künste (Berlin) ein. Hier studierte er ab 1822 bei Karl Wilhelm Wach. 1826 erhielt er eine Prämie seitens der Akademie für das Bildnis des Neuen Palais in Potsdam und konnte mit dem Geld eine Italienreise unternehmen. 1833 wurde er Mitglied der Akademie. 1827 ging er nach Italien. Hier war er einer der Mitbegründer des Römischen Kunstvereins. Er lebte in Rom, Florenz und Ascoli. In Italien konvertierte Ahlborn am 15. August 1837, zusammen mit seiner Frau, zum römischen Katholizismus. Seine Bilder zeigen in der Hauptsache italienische, norddeutsche und Tiroler Landschaften, aber auch einige religiöse Arbeiten. Viele seiner Werke gingen in den Besitz der königlichen Familie von Preußen.

## Werke (Auswahl)
- Gotische Kathedrale am Wasser, 1823 (inspiriert von einem Werk von Karl Friedrich Schinkel)
- Die Klosterruine Paulinzella, 1824, Öl auf Leinwand, 86 × 111 cm, Thüringer Landesmuseum Heidecksburg.
- Blick auf das Neue Palais in Potsdam, 1826, 124,8 × 185 cm, Niedersächsisches Landesmuseum Hannover
- Küstenlandschaft am Golf von Neapel, 1832, Öl auf Leinwand, 24 × 80,2 cm, Niedersächsisches Landesmuseum Hannover
- Blick auf Florenz, 1832, Alte Nationalgalerie Berlin
- Ansicht von Amalfi, 1833, Öl auf Leinwand, 127,5 × 105 cm, Staatliche Schlösser und Gärten Hessen, Schloss Bad Homburg
- Gebirgslandschaft, um 1835
- Blick in Griechenlands Blüte, 1836, Alte Nationalgalerie Berlin (Kopie eines Werks von Karl Friedrich Schinkel)
- Syrakus bei Morgenbeleuchtung, 1836, Niedersächsisches Landesmuseum Hannover
- Ansicht von Spoleto, um 1840, Niedersächsisches Landesmuseum Hannover
- Ruinen der Villa Mills auf dem Palatin in Rom, 1843, Öl auf Leinwand, 33,2 × 46,8 cm
- Vesuvlandschaft, 1852, Öl auf Leinwand, 37,5 × 45,5 cm.
- Blick auf den Comersee, Öl auf Leinwand, 100 × 138 cm.
- Selbstbildnis mit Bruder, runter Bildausschnitt, Durchmesser 43 cm, 1827, Niedersächsisches Landesmuseum Hannover (im Hintergrund Stadtansicht Berlin)